# Tychy

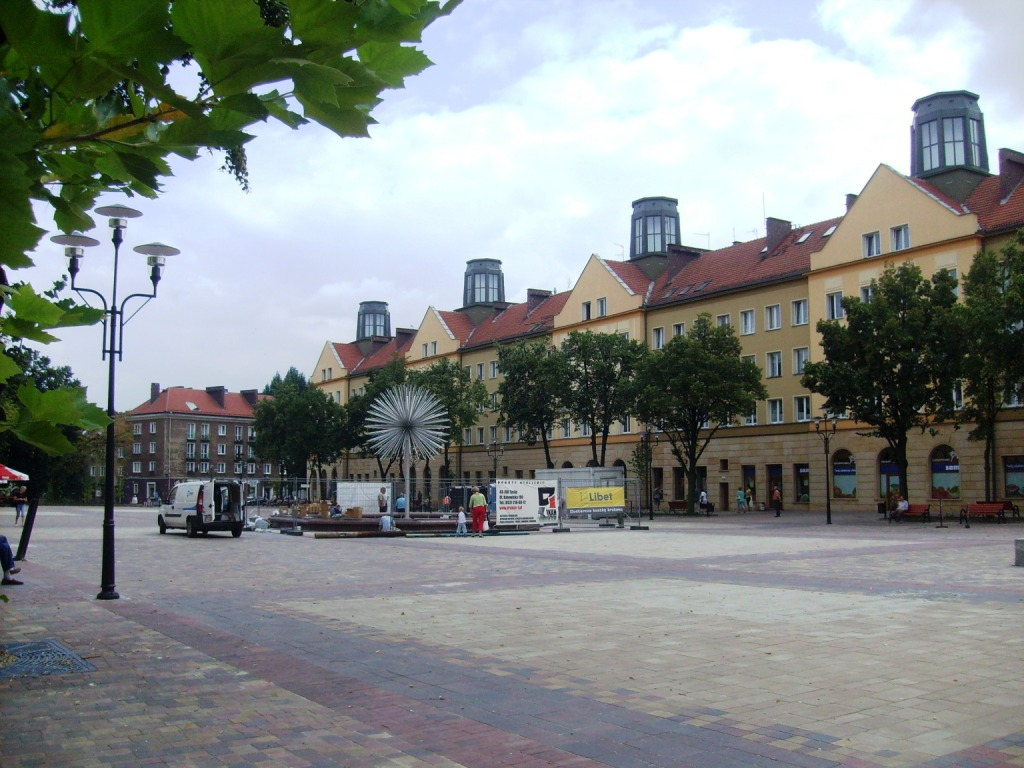
Marktplatz im früheren Stadtkern

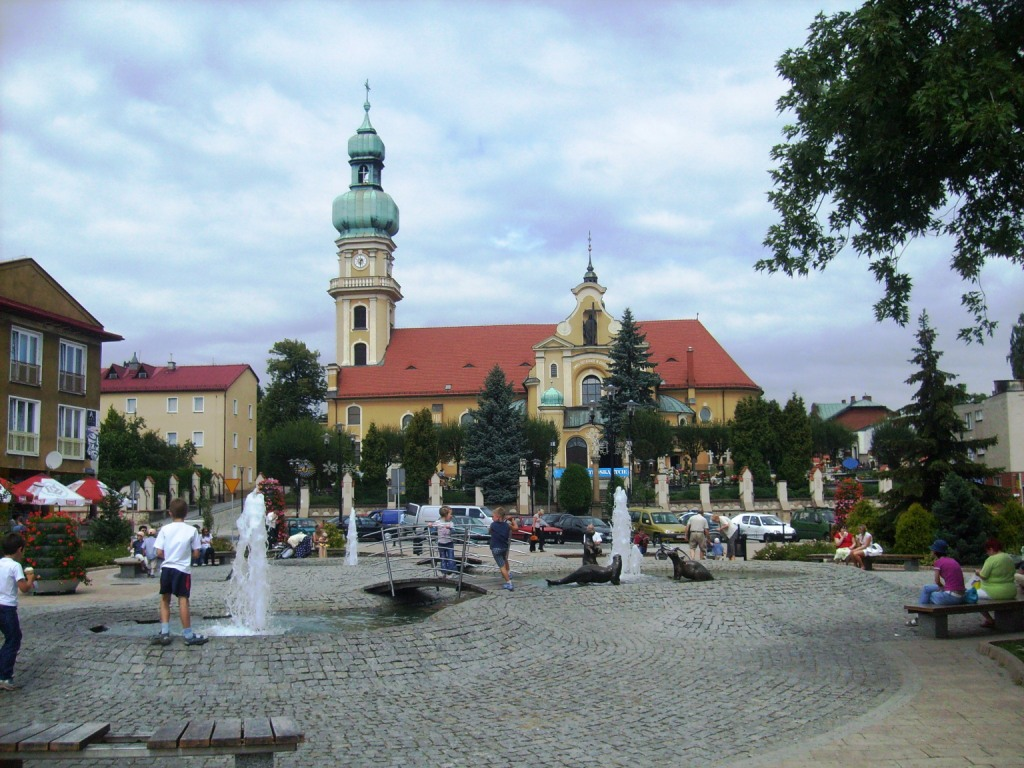
Kirchvorplatz in der Altstadt

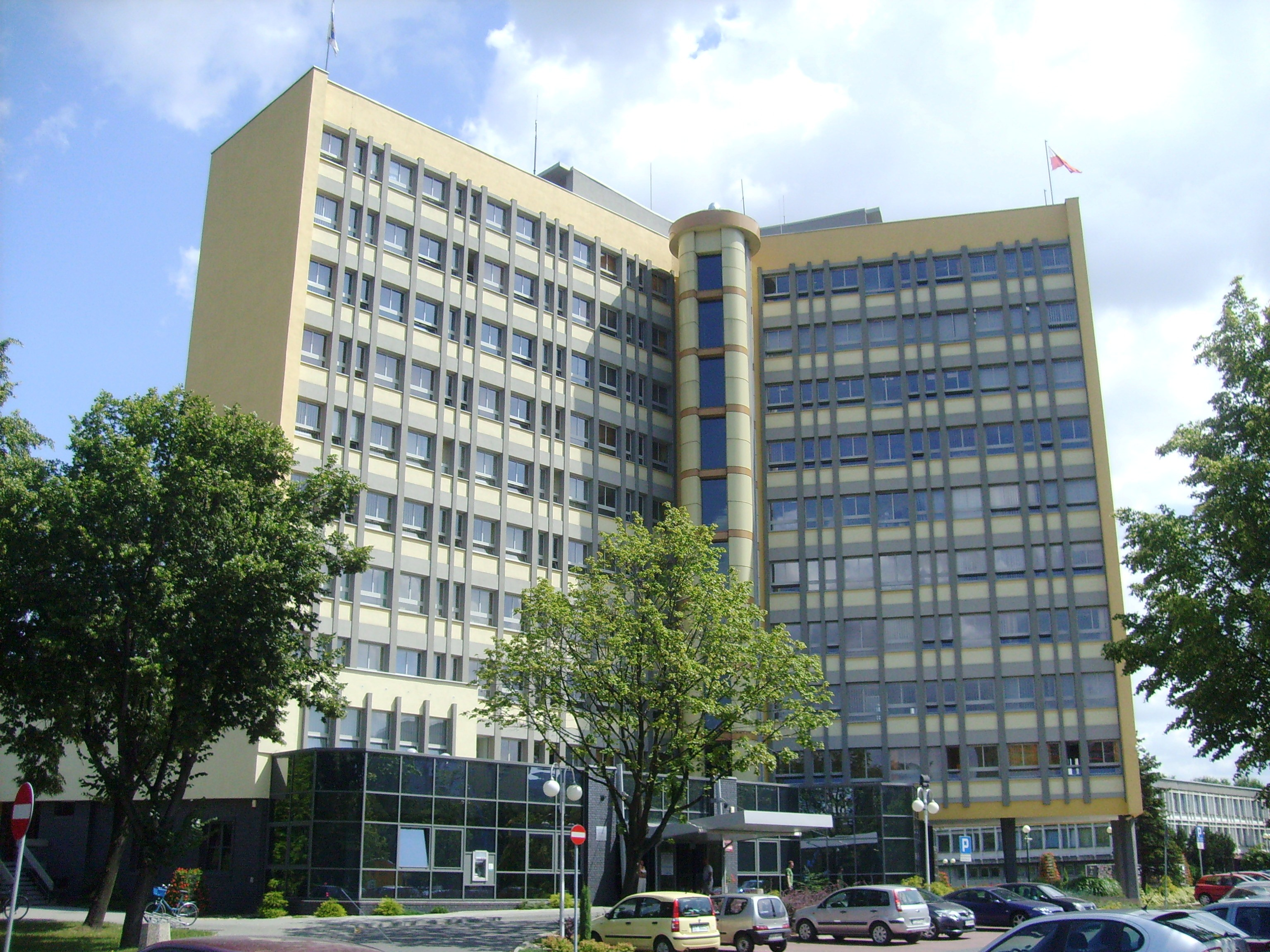
Sitz der Stadtverwaltung

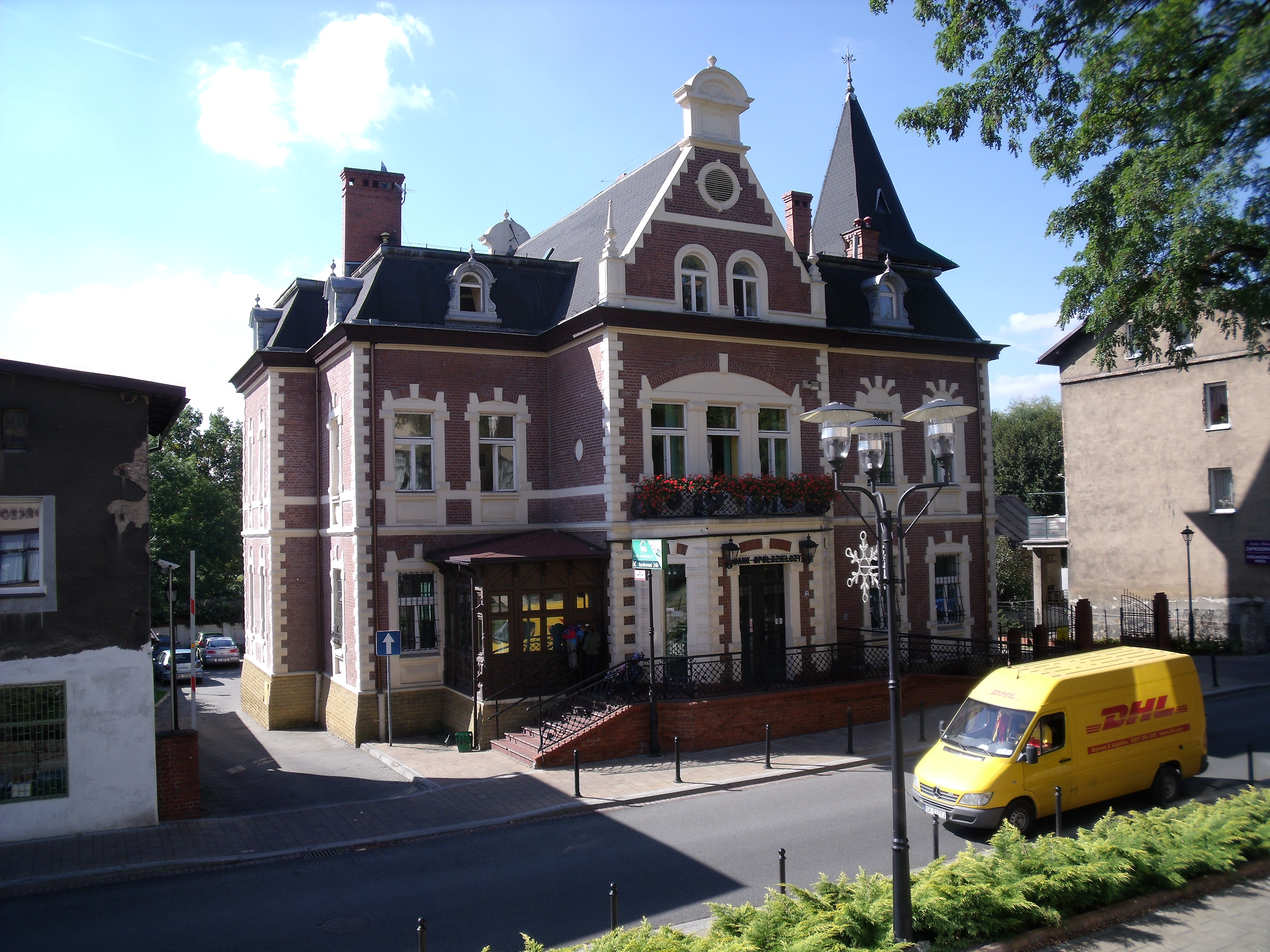
Örtliche Genossenschaftsbank

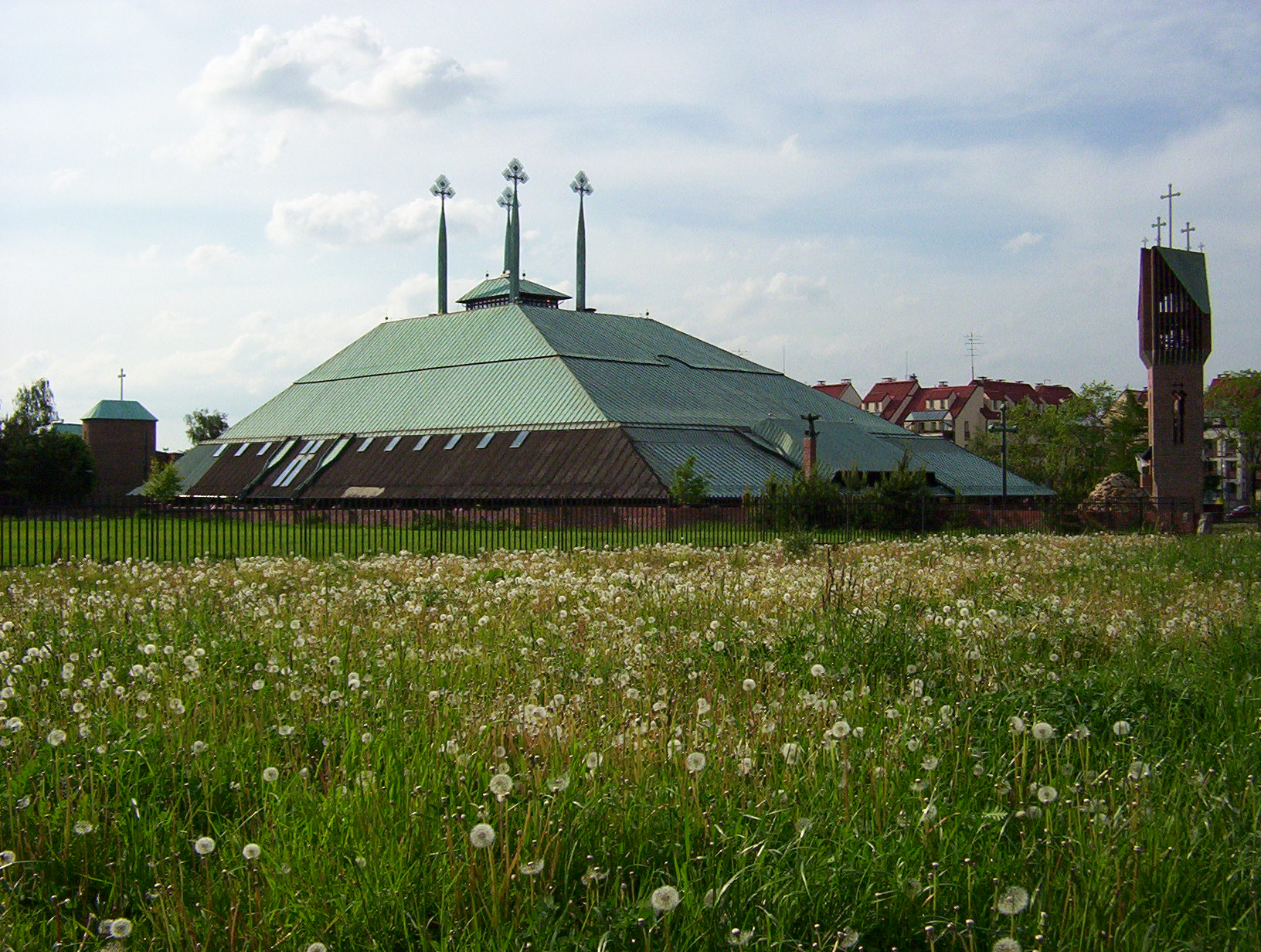
Heilig-Geist-Kirche in Tychy

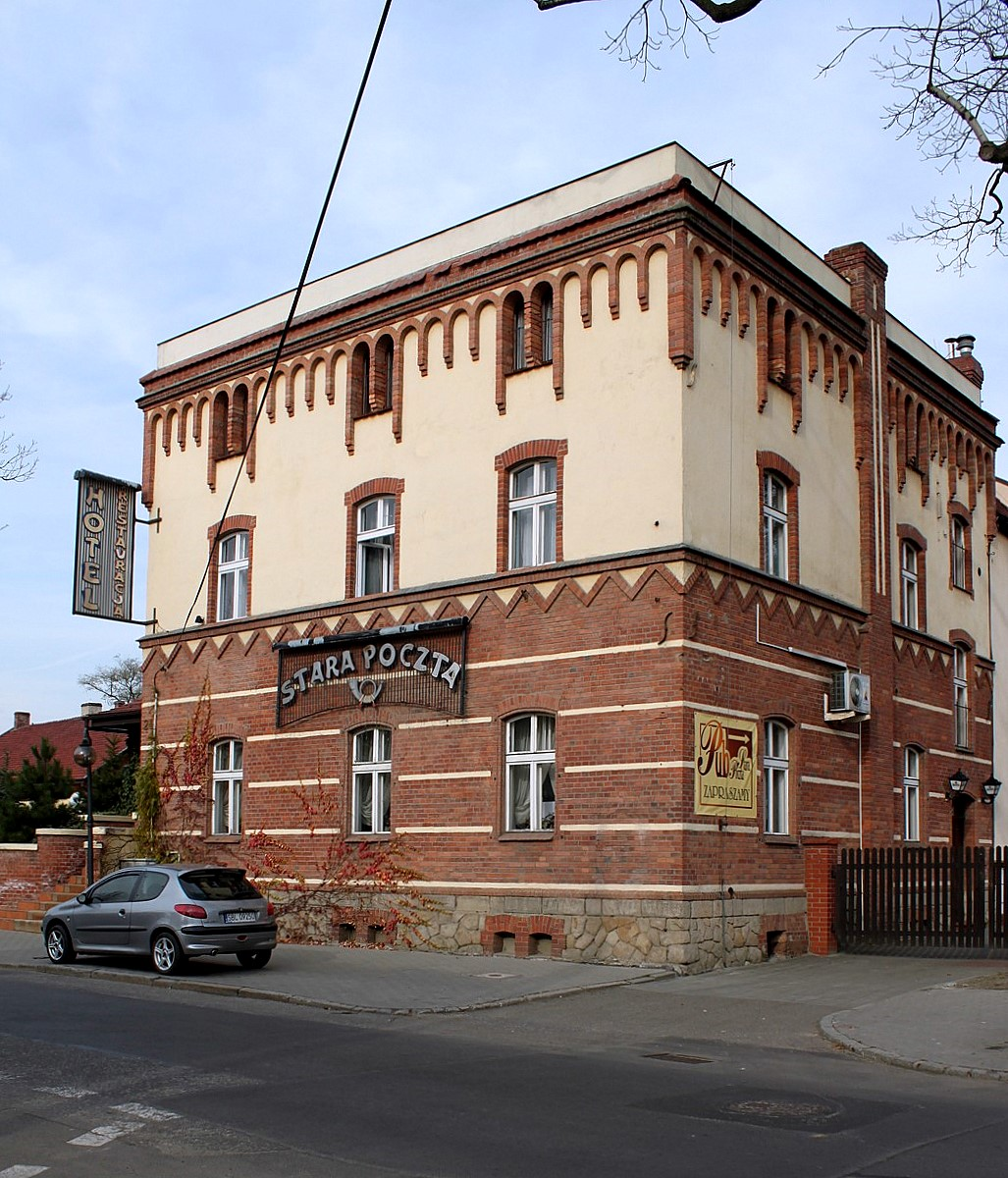
Gebäude des alten Postamtes

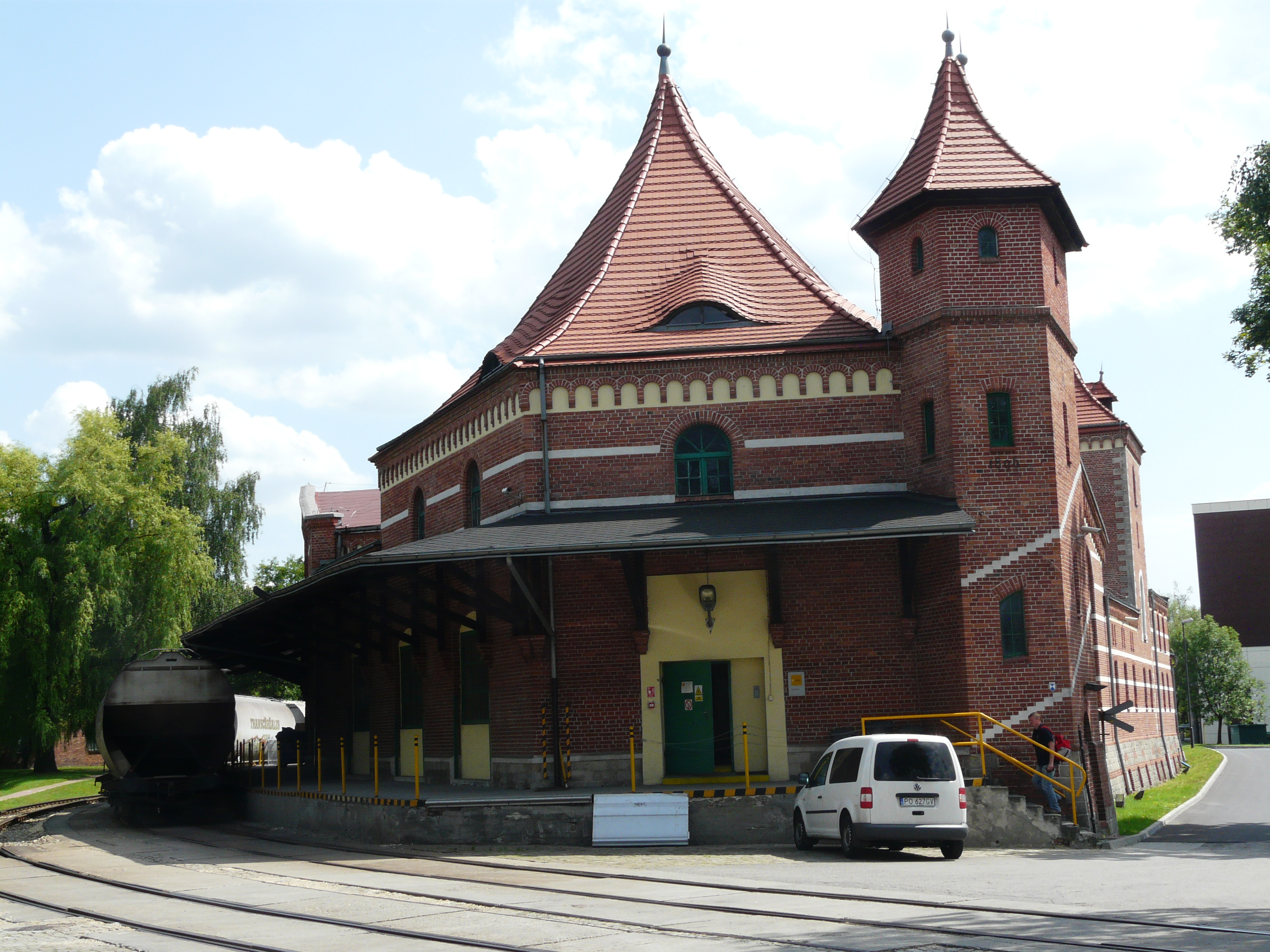
Ehemaliger Güterbahnhof

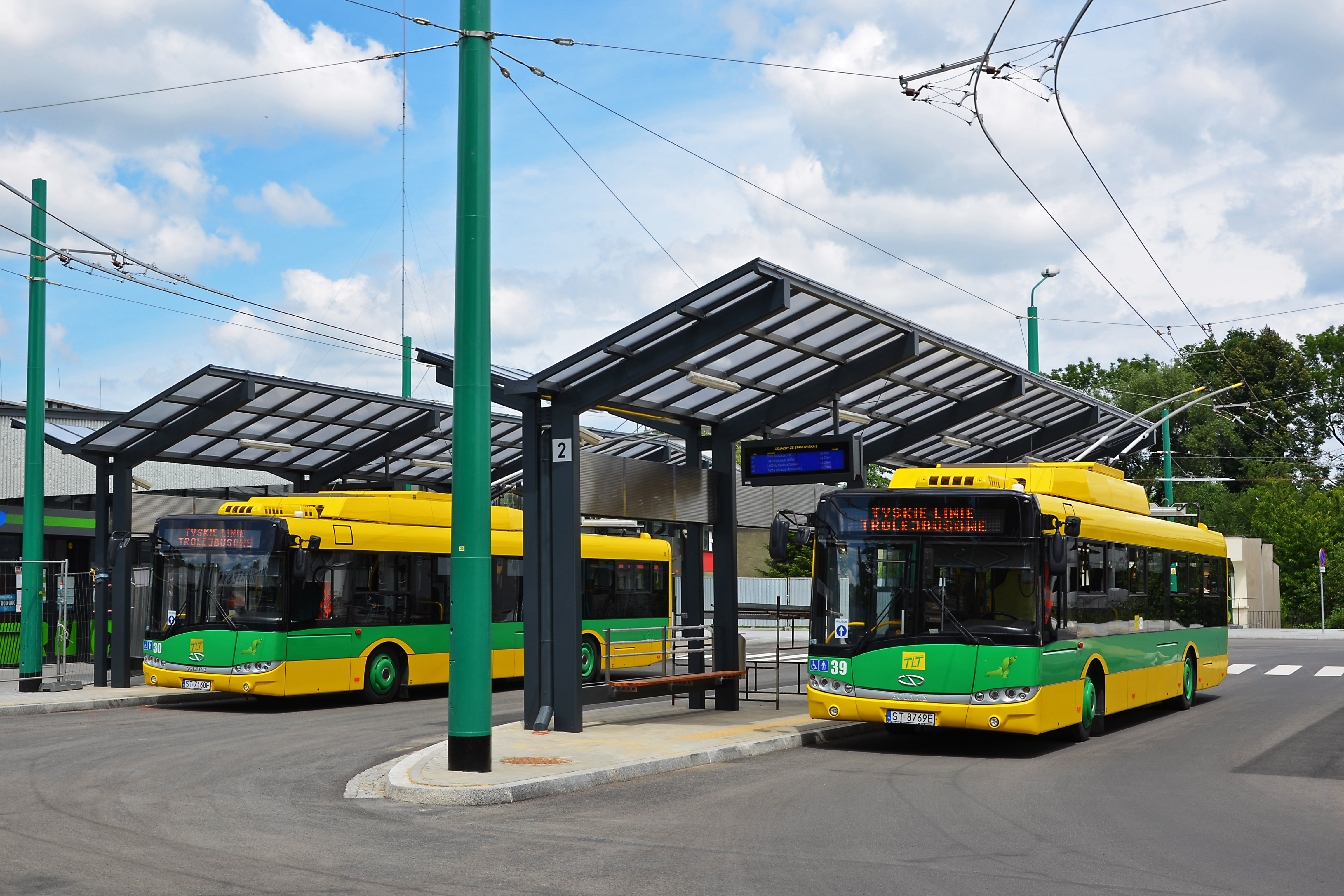
Oberleitungsbusse, wichtigstes Verkehrsmittel in Tychy

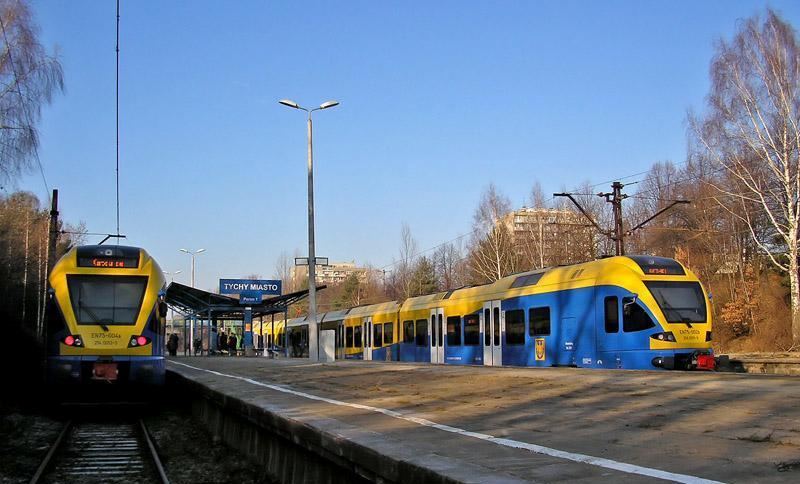
Regionalbahn, die sechs Haltepunkte in Tychy aufweist

Tychy [ˈtɨxɨ], Ausspracheⓘ, deutsch Tichau, ist eine Stadt in der Woiwodschaft Schlesien im südlichen Teil der Republik Polen. Sie liegt an der Europäischen Route der Industriekultur und genießt vor allem aufgrund der seit 1629 betriebenen größten polnischen Brauerei Tyskie, der ansässigen Automobilindustrie und dem professionellen Mehrsportverein GKS Tychy eine überregionale Bekanntheit. Als Teil der Metropolregion Oberschlesien-Kohlenbecken gehört sie darüber hinaus zum größten Ballungsraum Polens mit rund drei Millionen Einwohnern.

## Geschichte
Archäologische Funde auf dem Friedhof im Stadtteil Cielmice belegen, dass bereits in der Altsteinzeit im heutigen Stadtgebiet von Tychy eine Siedlung existiert haben muss.
Ab 874 gelangte die Gegend um Tychy unter der Herrschaft von Svatopluk I. an das Mährerreich. Nach dessen Untergang eroberte 985 der polnische Herzog Mieszko I. die Region, wodurch sie spätestens ab 1025 dauerhaft zum Königreich Polen gehörte. 1336 wurde sie in Folge von Erbstreitigkeiten mit ganz Schlesien ein Lehen des Königreichs Böhmen und damit Teil des Heiligen Römischen Reiches.
Die älteste urkundliche Erwähnung des Ortes stammt von 1467. In dem in lateinischer Sprache verfassten Protokoll wird dieser als Tichi bezeichnet. Zu jener Zeit war der Ort ein Straßendorf und erhielt um 1500 seine erste eigene Holzkirche im Bereich der heutigen Altstadt. Der Name deutet auf eine ursprüngliche Bezeichnung der ersten Bewohner hin, die Nachfahren oder Gefolgsleute eines Tymoteusz, im Diminutiv verkürzt Tych genannt, gewesen sein müssen. Der Begriff Tychy bezeichnete demnach zu Beginn im Plural primär die Bewohner des Ortes. 1526 fiel Tychy durch die Wahl von Ferdinand I. zum böhmischen König an die Habsburgermonarchie, wodurch es vermutlich erstmals seinen deutschsprachigen Namen Tichau erhielt.
1629 wurde im Norden des Ortes die heutige Brauerei gegründet. 1640 folgte die Errichtung einer Eisenhütte und 1650 gingen schließlich die erste Ziegelei und eine Brennerei in Betrieb. Gegenüber der Brauerei wurde 1685 zudem ein Jagdschloss erbaut, das noch heute als Tagungszentrum dient.
In Folge des ersten Schlesischen Krieges fiel der Ort 1742 an das Königreich Preußen. Unter König Friedrich Wilhelm IV. erhielt er 1850 erstmals als Gemeinde Selbstverwaltungsrechte, 1866 ein eigenes Postamt sowie 1868 einen Eisenbahnanschluss, der 1898 die Gründung einer zweiten Brauerei begünstigte. Seit 1887 existiert darüber hinaus eine Zellulose- und Papierfabrik im Ort.
Mit der Gründung des deutschen Nationalstaates wurde der Ort 1871 Teil des Deutschen Kaiserreiches. Nach dem Ersten Weltkrieg fiel er zum Abstimmungsgebiet in Schlesien und kam durch Beschluss des Völkerbundes 1922 zum seit 1918 wieder unabhängigen Polen. 83 % der Einwohner stimmten für die Republik Polen, 17 % für das Deutsche Reich. Vom Rat der autonomen Woiwodschaft Schlesien erhielt Tychy 1933 seine ersten Stadtrechte und im Jahr darauf eine städtische Verfassung.
Zur Zeit der deutschen Besetzung während des Zweiten Weltkrieges errichteten die Nationalsozialisten in der Nähe von Tychy 1940 das Konzentrationslager Auschwitz, von dem es insgesamt 40 Nebenlager in Schlesien gab, jedoch keines direkt in Tychy.
Nach dem Ende des Zweiten Weltkrieges wurden Tychy 1945 durch die Behörden der neu gebildeten Volksrepublik Polen die Stadtrechte vorerst wieder aberkannt. 1949 begann man in dem Gebiet um Tychy Steinkohlebergbau zu betreiben. In diesem Rahmen wurde die Stadt, nachdem sie 1951 endgültig ihre Stadtrechte wiedererlangt hatte, bis 1965 planmäßig ausgebaut. Maßgeblich für die architektonische Gestaltung und den Ausbau der Stadt waren das Architektenpaar Kazimierz Wejchert und Hanna Adamczewska-Wejchert sowie Tadeusz Teodorowicz-Todorowski, die aus Tychy eine moderne Stadt im Sinne des Realsozialismus machen sollten.
Trotz zahlreicher typischer Plattenbauten aus dieser Zeit, unterscheidet sich Tychy größtenteils von den anderen Städten des Oberschlesischen Industriereviers durch seine zahlreichen Grünflächen, Freizeitanlagen, breite Straßenalleen und seine Randlage nahe den beskidischen Wäldern sowie dem Paprotzaner See mit seinem Bach Gostynia. Das 1968 eröffnete Eisstadion und 1970 erbaute sowie 2014 modernisierte Fußballstadion stellen weitere wichtige Alleinstellungsmerkmale für das rund 15 Kilometer südlich von Katowice gelegene Tychy dar. Prägender als der Bergbau war für Tychy zudem die Automobilfertigung im 1973 gegründeten Fahrzeugwerk, um das sich zahlreiche Zuliefererbetriebe ansiedelten.
Nach dem Systemwechsel in Polen 1989 hat sich das Bild der Stadt stark verändert, was den vielen neuen Wohnsiedlungen, in denen vermehrt Einfamilienhäuser entstehen, sowie dem Umbau und Ausbau zentraler Punkte im Stadtkern zu verdanken ist.

## Wirtschaft
Bedeutung erlangte die Stadt vor allem durch ihr Bier, das seit dem 17. Jahrhundert in Tychy gebraut wird. Heute unterhält das größte polnische Brauereiunternehmen, die Kompania Piwowarska, die 1629 gegründete Brauerei in Tychy, in der auch ausländische Markenbiere hergestellt werden. Darüber hinaus sind der Steinkohlebergbau, die Zellulose-, Papier-, Baustoff- und Nahrungsmittelindustrie sowie der Maschinenbau bedeutend für die Stadt. Ansässig ist in Tychy auch die Schlesische Blumenmesse, was Tychy zur wichtigsten Drehachse für den Blumenhandel innerhalb Polens macht.
Außerdem werden im Fahrzeugwerk des Herstellers Fiat, das früher dem staatlichen Unternehmen FSM gehörte, Autos für den europäischen Markt gebaut. Bis 1991 war dies vor allem der populäre polnische Kleinwagen Polski Fiat 126p, in Polen als Maluch bekannt, später der Fiat Cinquecento, das Nachfolgemodell Seicento und der neue Panda. Zwischenzeitlich wurden in dem Werk die Retroversion des populären 500 und der Lancia Ypsilon gebaut. Ab 2008 fertigte der Konzern Ford in Tychy zudem jährlich 120.000 Fahrzeuge des Ford Ka II. Durch den Ausbau der Kapazitäten für die neuesten Modelle wurde der Standort enorm ausgebaut. Seit Januar 2023 wird in dem Werk der Jeep Avenger und seit 2024 der Alfa Romeo Junior gebaut.
In Tychy gibt es aufgrund der Bedeutung innerhalb der Automobilbranche zahlreiche Unternehmen der Automobilzulieferindustrie. Zu diesen zählen vor allem Unternehmen deutschen und japanischen Ursprungs.
Tychy gehört darüber hinaus zur sogenannten Sonderwirtschaftszone Tychy-Katowice, wodurch Neuansiedlungen von Unternehmen steuerlich begünstigt werden. Gleichzeitig ist sie Teil der über zwei Millionen Einwohner zählenden Oberschlesien-Zagłębie-Metropole, innerhalb der sie zu den wohlhabendsten Gemeinden zählt.

### Nahverkehr
Tychy verfügt über ein ausgebautes Oberleitungsbussystem. Alle Bus- und O-Bus-Linien gehören zum kommunalen Verkehrsverbund ZTM.
In Tychy sind außer dem Bahnhof Tychy noch fünf weitere Haltepunkte in Betrieb: Tychy Żwaków, Tychy Zachodnie, Tychy Bielska, Tychy Grota-Roweckiego und Tychy Lodowisko. In Tychy halten die Züge von Koleje Śląskie und PKP Intercity.

## Wissenschaft und Kultur
1990 wurde in Tychy ein staatliches Kolleg für Fremdsprachenlehrer gegründet. Seit 1996 besitzt die Stadt zudem eine Hochschule für Management und Sozialwesen.
Jährlich stattfindende Kulturveranstaltungen sind unter anderem der Schlesische Gitarrenherbst und die Ausstellung Musik in der Malerei. Außerdem ist in der Stadt ein modernes Rehabilitierungszentrum zu finden, das sich unmittelbar am beliebten Paprotzaner See befindet.
Hervorgebracht hat die Stadt viele erfolgreiche und namhafte Sportler für den Fußball und das Eishockey, die in den Ligen Mittelwesteuropas und Nordamerikas spielen. International bekannt ist ebenso die Bluesrockband Dżem um den verstorbenen Musiker Ryszard Riedel.

## Söhne und Töchter der Stadt
- August Kiß (1802–1865), deutscher Bildhauer
- Alois Maria Kosler (1901–1993), deutscher Lehrer, Lektor und Publizist
- Paul Zimnol (1921–1999), deutscher Orgelbauer
- Józef Krupiński (1930–1998), polnischer Lyriker
- Janusz Edmund Zimniak (1933–2024), polnischer Geistlicher, Weihbischof in Bielsko-Żywiec
- Roman Ogaza (1952–2006), polnischer Fußballspieler
- Marek Szkudło (* 1952), polnischer Bischof
- Lucyna Langer (* 1956), polnische Leichtathletin
- Ryszard Riedel (1956–1994), polnischer Blues- und Rocksänger
- Roman Polko (* 1962), polnischer Militär
- Piotr Greger (* 1964), polnischer römisch-katholischer Weihbischof
- Ireneusz Krosny (* 1968), polnischer Pantomime
- Marcel Witeczek (* 1968), deutscher Fußballspieler
- Adam Juretzko (* 1971), deutscher Ringer
- Mariusz Czerkawski (* 1972), polnischer Eishockeyspieler
- Krzysztof Oliwa (* 1973), polnischer Eishockeyspieler
- Bartosz Karwan (* 1976), polnischer Fußballspieler
- Lukas Sinkiewicz (* 1985), deutsch-polnischer Fußballspieler
- Katharina Nocun (* 1986), deutsch-polnische Bürgerrechtsaktivistin und Politikerin
- Dawid Tomala (* 1989), polnischer Geher
- Karolina Naja (* 1990), polnische Kanutin
- Jakub Świerczok (* 1992), polnischer Fußballspieler
- Arkadiusz Milik (* 1994), polnischer Fußballspieler
- Szymon Żurkowski (* 1997), polnischer Fußballspieler
- Jakub Kiwior (* 2000), polnischer Fußballspieler
- Jakub Myszor (* 2002), polnischer Fußballspieler

## Politik

### Stadtpräsident
An der Spitze der Stadtverwaltung steht ein Stadtpräsident, der von der Bevölkerung direkt gewählt wird. Seit 2000 war dies Andrzej Dziuba, der 2024 nicht mehr kandidierte, mit seinem Wahlkomitee aber weiterhin bei der Stadtratswahl antrat. Zu seinem Nachfolger wurde Maciej Gramatyka (Platforma Obywatelska) gewählt.
Die turnusmäßige Abstimmung brachte folgendes Ergebnis:
- Maciej Gramatyka (Koalicja Obywatelska) 46,7 % der Stimmen
- Sławomir Wróbel (Prawo i Sprawiedliwość) 23,9 % der Stimmen
- Dariusz Wencepel (Wahlkomitee „Tychy – Unsere kleine Heimat“) 11,9 % der Stimmen
- Marek Niedbał (Lewica) 11,2 % der Stimmen
- Mateusz Śmiglewski (Konfederacja Tychy) 6,3 % der Stimmen

In der damit notwendigen Stichwahl wurde Gramatyka mit 58,6 % der Stimmen gegen Wróbel zum neuen Stadtpräsidenten gewählt.
Bei der Wahl 2018 trat Dziuba, der auch von der Koalicja Obywatelska unterstützt wurde, erneut mit seinem eigenen Wahlkomitee als Stadtpräsident an. Die Abstimmung brachte folgendes Ergebnis:
- Andrzej Dziuba (Wahlkomitee des Präsidenten Andrzej Dziuba) 75,7 % der Stimmen
- Anita Skapczyk (Prawo i Sprawiedliwość) 24,3 % der Stimmen

Damit wurde Dziuba bereits im ersten Wahlgang wiedergewählt.

### Stadtrat
Der Stadtrat besteht aus 25 Mitgliedern und wird direkt gewählt. Die Stadtratswahl 2024 führte zu folgendem Ergebnis:
- Koalicja Obywatelska (KO) 27,0 % der Stimmen, 10 Sitze
- Prawo i Sprawiedliwość (PiS) 25,3 % der Stimmen, 9 Sitze
- Wahlkomitee „Lokale Verwaltung Andrzej Dziuba“ 16,9 % der Stimmen, 5 Sitze
- Wahlkomitee „Tychy – Unsere kleine Heimat“ 10,1 % der Stimmen, 1 Sitz
- Trzecia Droga (TD) 8,1 % der Stimmen, kein Sitz
- Lewica 7,1 % der Stimmen, kein Sitz
- Konfederacja Tychy 5,2 % der Stimmen, kein Sitz
- Übrige 0,3 % der Stimmen, kein Sitz

Die Stadtratswahl 2018 führte zu folgendem Ergebnis:
- Prawo i Sprawiedliwość (PiS) 24,1 % der Stimmen, 8 Sitze
- Koalicja Obywatelska (KO) 19,4 % der Stimmen, 5 Sitze
- Wahlkomitee des Präsidenten Andrzej Dziuba 31,0 % der Stimmen, 9 Sitze
- Wahlkomitee „Tychy – Unsere kleine Heimat“ 10,0 % der Stimmen, 2 Sitze
- Wahlkomitee des „Vereins für die Entwicklung der Stadt Tychy“ 9,1 % der Stimmen, 1 Sitz

### Städtepartnerschaften
- Cassino, Italien (seit 1977)
- Marzahn-Hellersdorf (Berlin), Deutschland (seit 1992)
- Huddinge, Schweden (seit 2002)
- Oberhausen, Deutschland (seit 2020)